# Хуберт Лиежки
Хуберт Лиежки или Свети Хуберт, известен и с латинизираното си име Хубертус (на латински: Hubertus), също Свети Юбер (на френски: Saint Hubert), е католически светец, епископ на Лиеж (Лютих), син на краля на Аквитания Бертран. Умира през 727 г. в градчето Тервюрен, близо до Брюксел.

## Светия
Считан е за покровител на ловците, математиците, оптиците и ковачите на метал. Сред най-важните му атрибути е неговото расо, което според легендата е най-ефективното средство за защита против бесни кучета. Смятан е и за създател на породата кучета блъдхаунд, която в началото е наречена на него – куче на свети Хуберт.
Според легендата среща по време на лов в Ардените среща елен с кръст между рогата и чува гласа на Спасител, който му казва да се откаже от светския живот и да стане духовник. Негов символ е кръстът в рога, който според легендата е създаден от него.
Той може да се срещне на етикета на известния немски ликьор „Егермайстер“, както и на гербовете на много градове, сред които и беларуският Гродно.